# Catasetum fergusonii
Catasetum fergusonii là một loài thực vật có hoa trong họ Lan. Loài này được Dodson ex W.E.Higgins mô tả khoa học đầu tiên năm 2007.